# Glutamat sintaza (NADH)
Glutamat sintaza (NADH) (EC 1.4.1.14, glutamat (redukovani nikotinamid adenin dinukleotid) sintaza, NADH: GOGAT, L-glutamatna sintaza (NADH), L-glutamatna sintetaza, NADH-glutamatna sintaza, NADH-zavisna glutamatna sintaza, glutamatna sintaza (NADH)) je enzim sa sistematskim imenom L-glutamat:NAD+ oksidoreduktaza (transaminacija). Ovaj enzim katalizuje sledeću hemijsku reakciju
2 -glutamat + NAD+ {\displaystyle \rightleftharpoons } L-glutamin + 2-oksoglutarat + NADH + H+
Ovaj enzim je flavoprotein (FMN).

## Literatura
- Nicholas C. Price; Lewis Stevens (1999). Fundamentals of Enzymology: The Cell and Molecular Biology of Catalytic Proteins (Third изд.). USA: Oxford University Press. ISBN 019850229X.
- Eric J. Toone (2006). Advances in Enzymology and Related Areas of Molecular Biology, Protein Evolution (Volume 75 изд.). Wiley-Interscience. ISBN 0471205036.
- Branden C; Tooze J. Introduction to Protein Structure. New York, NY: Garland Publishing. ISBN 0-8153-2305-0.
- Irwin H. Segel. Enzyme Kinetics: Behavior and Analysis of Rapid Equilibrium and Steady-State Enzyme Systems (Book 44 изд.). Wiley Classics Library. ISBN 0471303097.

## Spoljašnje veze
- Glutamate+synthase+(NADH) на 